# Omni (science fiction-tidskrift)
Omni var en amerikansk tidskrift för vetenskap och science fiction. Den publicerades i pappersformat mellan 1978 och 1995, och fortsatte som nättidskrift tills den helt lades ned 1998.